# Sumatras tropiska regnskog
Sumatras tropiska regnskog blev ett världsarv 2004. Denna består av tre nationalparker på ön Sumatra i Indonesien; Gunung Leuser nationalpark, Kerinci Seblat nationalpark och Bukit Barisan Selatan nationalpark.
Totalt omsluter dessa nationalparker en yta av 25 000 km² och är samtliga belägna på ryggen av Barisanbergen, kända som 'Anderna på Sumatra'. Tillsammans har parkerna 50% av den totala mängden växtarter på Sumatra.